# Cezary Taracha

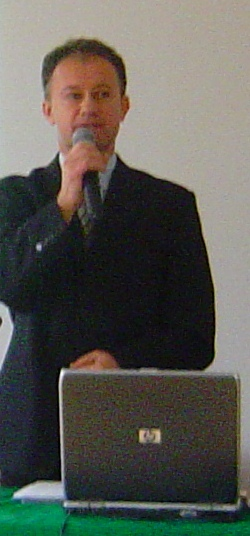
Prof. Cezary Taracha - Congreso Internacional
En la paz como en la guerra. Espionaje como instrumento de política de Estado en la Europa moderna y contemporánea - Lublin, 27-29 de octubre de 2008

Cezary Taracha - (n. 1965) historiador polaco, profesor de historia. 

## Trayectoria
Licenciado en Historia (1989) e Historia de Arte (1992), doctor en Humanidades (1993) por la Universidad Católica de Lublin. Ha publicado libros: Wsłużbie lokalnego Kościoła, Proboszczowie parafii Narodzenia NMP w Dąbrowicy, 1950-2000 (2004) y Szpiedzy i dyplomaci. Wywiad hiszpański w XVIII wieku (Espías y diplomáticos. Servicios de inteligencia españoles en el siglo XVIII) (2005). 
Es autor de varios artículos en revistas nacionales e internacionales y libros colectivos (Cartas desde Varsovia. Correspondencia privada del conde de Aranda con Ricardo Wall, 1760-1762, 2005). Colabora con el Centro de Estudios sobre la Tradición Antigua y en Europa Central y del Este (OBTA) de la Universidad de Varsovia y varias universidades españolas. Es fundador de la Asociación Hispano-Polaca de la Universidad Católica de Lublin (1989) y presidente del Comité Científico del Instituto Hispano-Polaco de Lublin.

## Publicaciones
- Cezary Taracha, W służbie lokalnego Kościoła. Proboszczowie parafii Narodzenia NMP w Dąbrowicy, 1950-2000, 2004,
- Cezary Taracha, Szpiedzy i dyplomaci. Wywiad hiszpański w XVIII wieku, Lublin 2005.
- Cristina González Caizán, Cezary Taracha, Diego Téllez Allarcia, José Luis Gómez Urdañez, Cartas desde Varsovia. Corresponencia privada del conde de Aranda con Ricardo Wall, 1760-1762, Lublin 2005.
- Cezary Taracha (red.) Aleksander Hirschberg, Hiszpania - wspomnienia z podróży
- Cezary Taracha, "Zniszczyć wszystko, co zagraża naszym interesom". Wywiad hiszpański w XVIII w., Wydawnictwo "Werset" Lublin 2008.